# Adelocolia decipiens
Adelocolia decipiens là một loài rêu trong họ Adelanthaceae. Loài này được Hook. Mitt. mô tả khoa học đầu tiên năm 1884.